# Macrobrachium srilankense
Macrobrachium srilankense is een garnalensoort uit de familie van de Palaemonidae. De wetenschappelijke naam van de soort is voor het eerst geldig gepubliceerd in 1979 door Costa.